# صولجية زهرية
صولجية زهرية أو جنبة مخروطية مفلطحة (الاسم العلمي: Leucadendron floridum)، هي شجيرة حاملة للأزهار تنتمي إلى جنس الصولجية وتشكل جزءًا من منطقة فنبوس الأحيائية. موطن هذا النبات في كيب الغربية، حيث يوجد في كيب فلاتس، من روندبوش إلى نهر كويلز وأيضًا في شبه جزيرة كيب حول معظم الأراضي الرطبة. تنمو الشجيرة بطول مترين وتزهر من سبتمبر إلى أكتوبر.
تقوم النيران المشتعلة في الاحراش والادغال بتدمير هذه النبات ولكن بذورة تبقى على قيد الحياة. تُخزن البذور على شكل جرس وتسقط على الأرض ويمكن أن تنتشر عن طريق الرياح. وهي نبته ثنائية الجنس ويوجد منه ذكور وإناث. تُلقح من خلال الريح. ينمو النبات بشكل رئيسي في التربة المشبعة بالمياه على ارتفاع 10-200 متر.